# Kristiina Ojuland
Kristiina Ojuland (ur. 17 grudnia 1966 w Kohtla-Järve) – estońska polityk i prawnik, była posłanka i minister, deputowana do Parlamentu Europejskiego VII kadencji.

## Życiorys
Ukończyła w 1990 studia prawnicze i politologiczne na Uniwersytecie w Tartu, w 1992 została absolwentką Estońskiej Szkoły Dyplomacji. Działalność zawodową zaczynała jako urzędniczka w Ministerstwie Sprawiedliwości Estońskiej SRR, w 1992 przeszła do estońskiego Ministerstwa Spraw Zagranicznych.
Od 1994 do 2009 (z przerwami) przez cztery kadencje sprawowała mandat posłanki do Zgromadzenia Państwowego (Riigikogu). W 1995 wstąpiła do liberalnej Estońskiej Partii Reform. Pełniła funkcję dyrektora Stowarzyszenia Estońskich Nadawców, w latach 1997–2001 kierowała Instytutem Europejskim na prywatnej uczelni Concordia Rahvusvaheline Ülikool Eestis. W drugiej połowie lat 90. była radną Tallinna. Zasiadała w Zgromadzeniu Parlamentarnym Rady Europy, w 2004 ubiegała się bez powodzenia o stanowisko sekretarza generalnego Rady Europy.
W 2002 objęła urząd ministra spraw zagranicznych w rządzie Siima Kallasa. Utrzymała go także w koalicyjnym gabinecie Juhana Partsa. Została odwołana w 2005 przez prezydenta Arnolda Rüütela, po tym jak na skutek przeprowadzonej kontroli ujawniono zaginięcie około 100 niejawnych dokumentów ministerialnych. Kristiina Ojuland twierdziła, że doszło do tego jeszcze przed powołaniem jej na to stanowisko.
W wyborach w 2009 została wybrana z listy Partii Reform posłanką do Parlamentu Europejskiego. Przystąpiła do grupy Porozumienia Liberałów i Demokratów na rzecz Europy oraz Komisji Spraw Zagranicznych. W czerwcu 2013 została wykluczona z Partii Reform. W wyborach europejskich w 2014 bez powodzenia ubiegała się o reelekcję jako kandydatka niezależna.
Odznaczona m.in. francuską Legią Honorową III klasy i Orderem Zasługi Republiki Włoskiej I klasy.

## Życie prywatne
W 1987 poślubiła Erika Siigura, z którym rozwiodła się w 2002. Deklaruje znajomość języków angielskiego, rosyjskiego i francuskiego.